# Sergei Jewgenjewitsch Sinizyn
Sergei Jewgenjewitsch Sinizyn (russisch Сергей Евгеньевич Синицын, englische Transkription Sergey Sinitsyn; * 4. Juni 1983 in Swerdlowsk) ist einer der erfolgreichsten Speedkletterer der Welt. 
Der Russe, der 1991 als Achtjähriger mit dem Klettern begann, startete 2001 erstmals auf internationalen Wettkämpfen und konnte bereits 2002 in seiner Heimatstadt seinen ersten Weltcup gewinnen. Im selben Jahr wurde er auch Vizeeuropameister. 2005 wurde er bei den Weltmeisterschaften in München Dritter. Ein Jahr später wurde er ein zweites Mal Vizeeuropameister und gewann zudem das Rockmaster in Arco.
Von 2004 bis 2009 stand er in der Weltcupgesamtwertung durchgehend auf dem ersten oder zweiten Platz. Zusätzlich startete Sinizyn auch in der Disziplin Schwierigkeitsklettern (Lead).

## Bedeutende Erfolge
- Jugendweltmeister 2002 in Canteleu
- Weltcupgesamtsieger 2004, 2007 und 2009; 2. Platz Weltcupgesamtwertung 2005, 2006, 2008 und 2011
- Neun Tagessiege sowie 13 zweite und sieben dritte Plätze bei Speedweltcups zwischen 2002 und 2012
- Vizeeuropameister 2006 in Jekaterinburg und 2002 in Chamonix
- Rockmaster 2006, Zweitplatzierter 2007 und 2012 sowie Drittplatzierter 2009
- 2. Platz World Games 2005 in Duisburg
- 3. Platz Kletterweltmeisterschaft 2005 in München und Kletterweltmeisterschaft 2007 in Avilés